# 张振陛
张振陛，浙江嘉兴人，清朝政治人物。
张振陛曾于1872年接替曾广照任宝山县知县一职，1873年由敖式金接任。